# Rolls-Royce Phantom VI
La Phantom VI è una autovettura costruita dalla Rolls-Royce dal 1968 al 1991. Carrozzata dalla Mulliner Park Ward, è stato un modello molto raro prodotto in soli 374 esemplari e alcuni modelli sono stati fabbricati in versione landaulet.

## Descrizione
Del tutto simile alla versione precedente ristilizzata nel 1964, la Phantom VI, fu lanciata nel 1968 con l'intento di rappresentare l'evoluzione della precedente Phantom V, conservando però gli elevati standard raggiunti. Il motore V8 aveva una cilindrata di 6.230 cm³, che fu portata nel 1982 a 6.750 cm³. I cilindri avevano un alesaggio di 104 mm ed una corsa di 91,5 mm. L'autovettura montava due carburatori.
Nel 1979 fu introdotto un nuovo cambio automatico a tre velocità, con convertitore di coppia montato di serie, che sostituì uno a quattro rapporti, sempre automatico. Questo modello della Rolls-Royce, dotato di telaio separato, è stato prodotto dalla casa inglese fino al 1991.
L'autovettura aveva installate sospensioni a ruote indipendenti con molle elicoidali sull'avantreno e a balestra semiellittica sul retrotreno. Le quattro ruote montavano freni a tamburo.
Negli anni settanta ci fu l'intenzione di lanciare una Phantom VII, basata sulla Silver Shadow, ma il progetto abortì. Nel 2003 fu commercializzata una vettura con il nome Phantom, che a volte è stata chiamata Phantom VII, soprattutto da alcuni concessionari Rolls-Royce.

## Versioni speciali per la Casa reale britannica

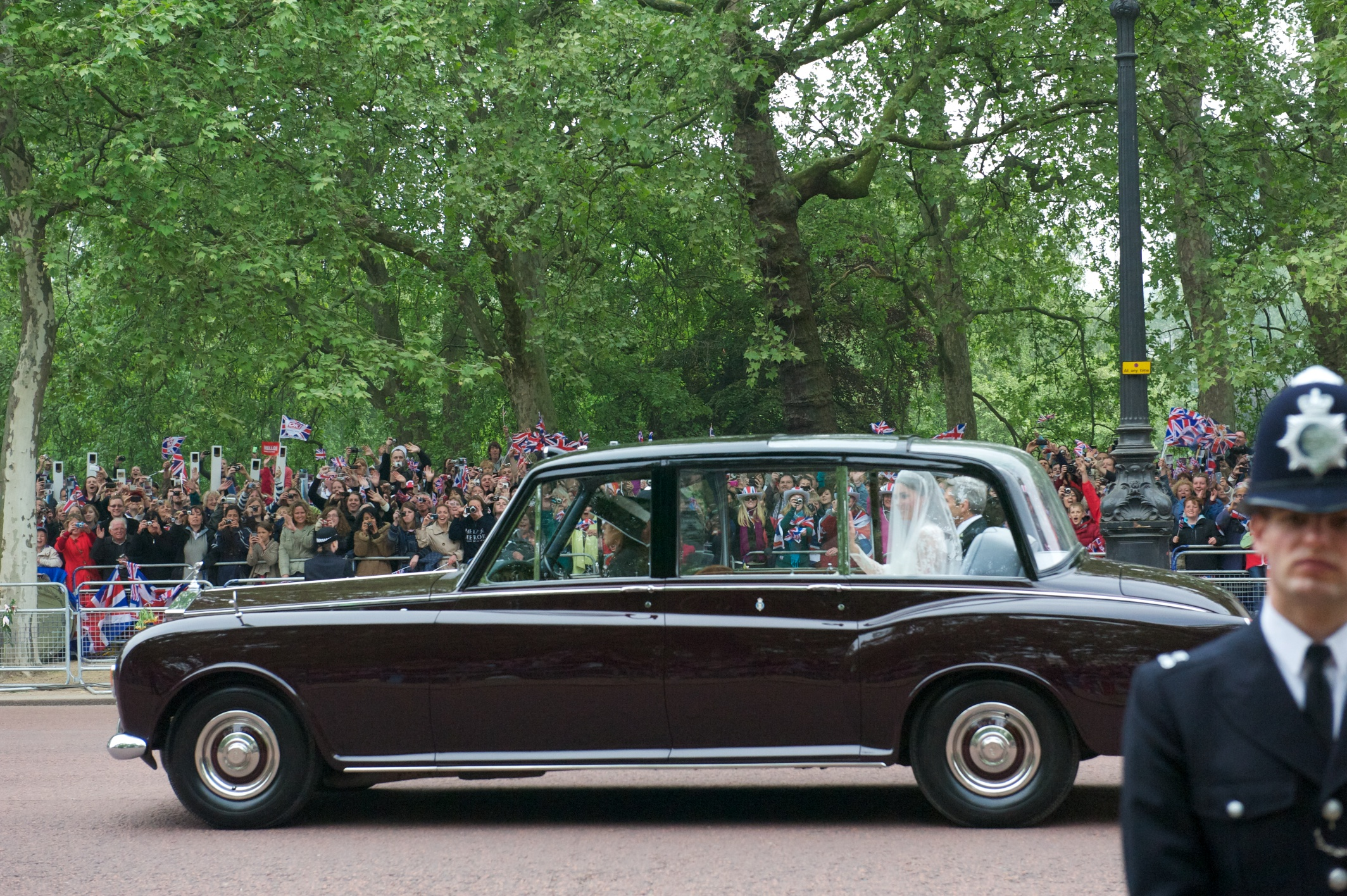
La Phantom VI della Casa reale britannica, ovvero la Silver Jubilee Car. Qui è ritratta nel giorno delle nozze del principe William e Catherine Middleton (seduta a bordo con a fianco il padre).

La regina Elisabetta II possedeva due esemplari di Rolls-Royce Phantom VI; una delle due, chiamata Silver Jubilee Car, è dedicata al 25º anniversario dell'ascesa al trono (1977), l'altra è stata acquistata dalla casa reale nel 1986. Entrambe le Phantom VI hanno un padiglione interno con una altezza maggiorata e montano lo stendardo dei monarchi britannici con relativo stemma. Analogamente a quanto già accade con gli stemmi degli svariati modelli di vetture della casa reale britannica, quando il Re è presente a bordo, il celebre Spirit of Ecstasy presente sulla calandra anteriore è sostituito dalla tipica statuetta di San Giorgio che sconfigge il drago e, come per tutte le vetture di Stato del Re, non è prevista l'applicazione della targa.
Il primo esemplare, quello inerente alla commemorazione, fu vettura ufficiale di Stato fino al 2002, cioè fino all'acquisto di uno speciale modello Bentley, appositamente realizzato per la casa reale britannica in occasione dell'anniversario di cinquant'anni di regno.

## Apparizioni nei film e nelle serie televisive
Ispettore Morse (1987-2000), Operazione Rembrandt (1995), I Simpson (1989-2010), ecc..